# ぷよぷよeスポーツ
『ぷよぷよeスポーツ』（ぷよぷよイースポーツ、Puyo Puyo eSports / 英語版：Puyo Puyo Champions）は、セガグループ（セガゲームス、セガ・インタラクティブ）より発売されたパズルゲーム。

## 概要
『ぷよぷよ』シリーズの一つである本作は、eスポーツ推進の目的からストーリーモードが存在せず対戦モードが中心となり、販売価格が低く抑えられている。この事から当初はダウンロード限定で販売されており、PS4版はPlayStation Store、Switch版はニンテンドーeショップで購入する形式になっていたが、のちにパッケージ版が発売されたほか、Steamやアーケードゲームへの進出も果たした。
メニュー画面やグラフィック、背景は主に『ぷよぷよテトリス』のデザインを流用・改変しており（主に『テトリス』の要素が削除されたり、差し替えられている）、BGMは多くが『ぷよぷよフィーバー』から『ぷよぷよクロニクル』までの作品の中から流用されている。
本作は色覚多様性に合わせた施策が取られており、その一環として、ぷよのデザインをソニックなどに変更する機能が用意された。また、2020年8月27日のアップデートでは、色覚特性に合わせた4種類のフィルターに加え、画面やぷよの色調を調整する機能が追加された。
なお、「色ちょうせい」機能の内容はオンライン対戦の相手の画面には反映されないため、双方にとって見やすい色調でプレイすることができる（これは、Switch版のアドホック通信対戦にも対応している。）。

## リリース
2018年10月25日にPlayStation 4、Nintendo Switch版のダウンロード販売が開始、2019年4月18日にアーケード版『ぷよぷよeスポーツ アーケード』の稼働が開始された。アーケード版はオフライン仕様の『ぷよぷよeスポーツ アーケード すぽっと!』もラウンドワンの一部店舗で稼働している。後にオフラインのユーザーにも『ぷよぷよ』をプレイしてもらいたいという観点から、パッケージ版が翌年6月に発売された。
PC版（Steam）は2019年5月8日に『Puyo Puyo Champions / ぷよぷよ eスポーツ』として日本語・英語両対応で発売。PlayStation 4、Nintendo Switchのパッケージ版は2019年6月27日に、それぞれ発売された。また、PC版配信と同日の2019年5月8日には北米版・欧州版『Puyo Puyo Champions』が、PlayStation 4・Nintendo Switch・Xbox One・Steamにおいて同時発売された。
アーケード版は2019年4月18日稼動開始のALL.Net P-ras MULTI Ver.3に対応する他、ICカードに関しても、初代・2代目「Aime」並びに「バナパスポート」、4代目「e-amusement pass」の他にも、2019年3月に相互利用を開始した2代目「NESiCA」にも対応している。

## ゲームモード（家庭用版）
『ぷよぷよ通』、『ぷよぷよフィーバー』のどちらかのルールを選ぶことができる。『ぷよぷよ通』のルールを選択した場合はグラフィックとボイス以外のキャラクター性能は同じだが、『ぷよぷよフィーバー』の場合はフィーバー時の組ぷよのパターンが異なる。

### ひとりでぷよぷよ
CPUを相手に対戦するモード。
ワンプレイ
CPUを相手に対戦する。CPUを入れる事で2人から4人で対戦できる。2本先取（設定により、1本から100本まで変更可能）。
かちぬき
CPUを相手に連続で対戦する。勝利しても、自分のフィールドはそのままの状態で次の相手が登場する。

### みんなでぷよぷよ
オフラインで最大4人で対戦するモード。
VS
1戦のみ対戦する。
たいかいモード
最大8人でのトーナメント形式で対戦し、1位を目指す。『ぷよぷよSUN』の一部機種に収録された、「かちぬきぷよぷよ」とほぼ同じ内容。

### チャレンジ
2019年3月20日のアップデートにより追加。従来作の「とことんぷよぷよ」のように、対戦ではなく1人でプレイしてハイスコアを目指すモード。制限時間制の種目の場合タイムアップ時に連鎖中であれば、その連鎖が終わった時点で終了となる（時間超過によるペナルティは無い）。
公式チャレンジ
『全国都道府県対抗eスポーツ選手権』の予選と同じルールで、2分の制限時間でスコアを競う。大会を踏襲しているためプレイ中はポーズをかけることが出来ず、BGMや背景は公式で決められた物に固定され、変更不可。
スコアチャレンジ
設定された時間内でスコアを競う。
タイムチャレンジ
設定されたゴールスコアを達成するまでの時間を競う。

### インターネット
インターネットを通じてオンラインで通信対戦を行うためのモード。
ぷよぷよリーグ
勝敗によってレートが上下する。ランキングに対応している。
きがるにたいせん
ルールを設定して、ルームを作って対戦する。既存のルームに参加することもできる。フレンドを呼ぶことも可能。
ぷよぷよ放送局
他のプレイヤーのリプレイを閲覧できる。
かんせん
2020年8月27日のアップデートで追加。「きがるにたいせん」モードで行われる他のプレイヤーの試合を観戦できる。試合開始前に「かんせんまちうけ」で応援スタンプを送ったり、対戦中のプレイヤーを応援することも可能。

### レッスン
2019年6月27日のパッケージ版発売に伴い追加。ダウンロード版も同日の無償アップデートにより追加。
基本 / 応用 / 研究
初心者向けのチュートリアルで、ぷよぷよの基本的なルールを学べる。内容は『ぷよぷよテトリス』収録のものと同一。
問題
連鎖の問題集を収録。ガイドを見ながら基礎テクニックを実践で操作して学べる。全200問。後に『ぷよぷよテトリス2』にも同内容のものが再録された。

### マイデータ
キャラクターデータの閲覧やオプション設定が可能。
プレイヤー
アイコンやお気に入りBGMの設定が可能。
成績
戦績や獲得したメダル（トロフィー）の閲覧が可能。
かんしょう
サウンドテストやリプレイ、スタッフロールが鑑賞できる。
おぷしょん
コントローラーの振動機能の設定やボタン設定などのオプション設定を行える。

## ゲームモード（アーケード版）
共通して『ぷよぷよ通』、『ぷよぷよフィーバー』の2種類のルールからどちらかを選択する。

### 全国対戦モード
全国のプレイヤーとマッチングでオンライン対戦する。マッチングの待ち時間は、CPUとの「かちぬき」をプレイする。「かちぬき」の内容は基本的に家庭用版と同じだが、マッチングした場合は「かちぬき」が中断されてマッチングしたユーザーとの対戦に移行（対戦を拒否する事は出来ない）、マッチング対戦終了後に勝ち抜き記録が維持されたままフィールドがリセットされて再開される。「かちぬき」で敗北した場合は勝ち抜き記録がリセットされて、再び最初から開始される（これにより後述のライフが減るなどといった、ペナルティは無い）。1クレジットで購入出来るライフが存在し、マッチング対戦で1セット敗北するか3セット連続で勝利する事によりライフが1つ消費される。待ち時間の「かちぬき」で一定時間マッチングしなかった場合も1つ消費される（この時、マッチングの連勝記録はリセットされない）。ライフが全て無くなるとゲームオーバーとなる（ライフを再購入して、コンティニューする事も可能）。
オフライン専用の『すぽっと!』には存在しない。

### 店内対戦モード
同じ店内のプレイヤーとマッチングでローカル対戦する。それ以外は全国対戦モードと同様のルールで、待ち時間はCPUとの「かちぬき」をプレイする。
オフライン専用の『すぽっと!』では「ぷよぷよ通 対戦モード」、「ぷよぷよフィーバー 対戦モード」の2つのメニューに分割されている。

### スコアアタックモード
CPUとの「かちぬき」をプレイし、制限時間6分内でのスコアを競う。このモードにもライフが存在し、ライフが残っていれば敗北しても時間・スコアを維持して続行出来る。
オフライン専用の『すぽっと!』では「ぷよぷよ通 スコアアタックモード」、「ぷよぷよフィーバー スコアアタックモード」の2つのメニューに分割されている。

## 登場キャラクター
本作はコンパイル版を中心とした従来のぷよぷよシリーズのキャラクターに加えて、『ぷよぷよ!!クエスト』初出のキャラクターも登場する。キャラクターは最初から使用可能な24体に加え、特定の隠しコマンドにより使用出来るキャラクターが3体存在する（2020年のアップデートより追加）。本作オリジナルの新キャラクターは存在しない。ボイスは連鎖フィニッシュ時や反撃時を除き、全キャラクターが『ぷよぷよ!!クエスト』と同様に連鎖数を数字で喋る仕様に統一されている。キャラクターのデザインはいずれも『ぷよぷよ!!クエスト』からの流用で、本作で新たに描き下ろされたデザインは無い。また、本作では連鎖や勝敗に応じたキャラクターのアニメーションは用意されておらず、連鎖フィニッシュ時や反撃時などに『クエスト』から流用された静止画が表示される仕様に留まっている。プレイヤーアイコンのデザインも『ぷよぷよ!!クエスト』からの流用で、背景と枠のデザイン・色を自由に組み合わせられる他、本作に登場しない一部のキャラクター（『クエスト』初出のキャラも含む）もアイコンに設定できる。
コンパイル版『ぷよぷよ』シリーズより登場
アルル
声 - 園崎未恵
コンパイル版『ぷよぷよ』シリーズの主人公の少女。魔導師のタマゴ。
「フィーバー」では自力で連鎖。
シェゾ
声 - 森田成一
闇の魔導師。銀色の髪で剣を持っている。
「フィーバー」では自力で大連鎖。
ルルー
声 - 近藤佳奈子
青いロングヘアの格闘女王。手に扇子を持っており、サタンを慕っている。
「フィーバー」ではとにかく大連鎖。
すけとうだら
声 - 菅沼久義
手足の生えたスケトウダラの魔物。
「フィーバー」ではフィーバーで逆転。
ラグナス
声 - 三木晶
子供の姿にもなる勇者。正義感が強い。
「フィーバー」ではこつこつジャブ攻撃。
組ぷよパターンはシェゾの流用。
ドラコケンタウロス
声 - 名塚佳織
ドラゴンと人間のハーフの少女。
「フィーバー」では自力で連鎖。
ウィッチ
声 - 佐倉薫
箒を持った、魔法使いの少女。
「フィーバー」ではフィーバーで逆転。
ハーピー
声 - 種田梨沙
羽の生えた少女。歌うことが大好きだが、音痴。
「フィーバー」ではフィーバーで逆転。
組ぷよパターンは過去作のユウちゃん&レイくんの流用。
セリリ
声 - 佳村はるか
青い髪をした人魚。気弱で寂しがり屋。
「フィーバー」ではフィーバーで逆転。
組ぷよパターンは過去作のさかな王子の流用。
カーバンクル
声 - 仲西環
アルルと一緒にいる、額に赤い宝石がある黄色い生き物。
「フィーバー」ではとにかく大連鎖。
サタン
声 - 逢坂力
ぷよ地獄を創造した魔界の貴公子。緑の髪でツノを生やしている。
「フィーバー」では自力で連鎖。
『ぷよぷよフィーバー』シリーズより登場
アミティ
声 - 菊池志穂
『ぷよぷよフィーバー』シリーズの主人公で、赤いぷよぷよの帽子をかぶっている。
「フィーバー」ではバランス重視。
シグ
声 - 渕崎ゆり子
魔導学校の生徒。目は赤と青のオッドアイ。
「フィーバー」ではフィーバーで逆転。
ラフィーナ
声 - 並木のり子
魔導学校の生徒。格闘技を得意とする。
「フィーバー」ではとにかく大連鎖。
『ぷよぷよ7』より登場
りんご
声 - 今井麻美
『ぷよぷよ7』の主人公で、緑ぷよの髪留めをしている。
「フィーバー」ではフィーバーで逆転。
まぐろ
声 - 石狩勇気
りんごの幼馴染で、けん玉を持っている。
「フィーバー」ではこつこつジャブ攻撃。
りすくませんぱい
声 - 小野健一
りすとくまをあわせたような姿の人物。手にはフラスコを持っており、実験をくりかえす。
「フィーバー」ではてがたくフィーバー。
『ぷよぷよクロニクル』より登場
アリィ
声 - 井上ほの花
『ぷよぷよクロニクル』のヒロインの1人で、愛の力を信じる冒険者。
「フィーバー」では自力で連鎖。
組ぷよパターンは過去作のおしゃれコウベの流用。
ラフィソル
声 - M・A・O
2020年のアップデートにより追加。特定のコマンドにより出現する、隠しキャラクター。
アリィにそっくりな、謎の少女。
「フィーバー」では自力で大連鎖。
組ぷよパターンは過去作のぞう大魔王の流用。
『ぷよぷよ!!クエスト』より登場
ヘド
声 - 仲村宗悟
悪魔ロックバンドのリーダーで、ボーカル担当。
「フィーバー」ではフィーバーで逆転。
組ぷよパターンはすけとうだらの流用。
スルターナ
声 - M・A・O
魔法のアメジストの魔人。
「フィーバー」ではてがたくフィーバー。
組ぷよパターンは過去作のフェーリの流用。
シエル
声 - 山田奈都美
光の学園生徒会の、会計の少女。
「フィーバー」では自力で大連鎖。
組ぷよパターンは過去作のクルークの流用。
ホウライ
声 - 仲村宗悟
龍と人間のハーフ。
「フィーバー」では自力で大連鎖。
組ぷよパターンは過去作のリデルの流用。
ハルトマン
声 - 川原慶久
鎧兜に身を包んだ天界の騎士。
「フィーバー」ではバランス重視。
組ぷよパターンは過去作のレムレスの流用。
アレックス
声 - 高橋瑛美
金髪の女性騎士。
「フィーバー」では自力で大連鎖。
組ぷよパターンは過去作のアコール先生の流用。
パプリス

2020年のアップデートにより追加。特定のコマンドにより出現する、隠しキャラクター。
森に住んでいる、イタズラ好きのリス。『クエスト』では台詞で人語を喋っているが、本作では「パプ」としか喋らない。
「フィーバー」ではてがたくフィーバー。
組ぷよパターンは過去作の流用ではない完全新規のもの。
戦乙女アルル
声 - 園崎未恵
2020年のアップデートにより追加。特定のコマンドにより出現する、隠しキャラクター。
アルルのデザイン違いで、性能は通常のアルルと全く同じ。

## 制作

### 企画
『ぷよぷよ』シリーズはこれまでにeスポーツに相当する大会が開かれてきたものの、あくまでもプロモーションの一環としてであり、継続的な大会運営は困難だった。
2018年2月に日本eスポーツ連合が発足したことによりeスポーツに対する関心が高まったことから、セガでもeスポーツ事業の立ち上げの話が上がり、その際「間口の広さ」と「老若男女が楽しめること」と「わかりやすいゲーム性」という条件が提示された。
『ぷよぷよ』シリーズの総合プロデューサーである細山田水紀は直ちに立候補し、前述の条件と長い歴史が決め手となり、『ぷよぷよ』のeスポーツ化が決まった。
『ぷよぷよ』のeスポーツ化に向け、セガはまず、定期的な大会運営や生放送の充実といったユーザーコミュニティの整備にのりだした。2014年に初めて発売された『ぷよぷよテトリス』は元々eスポーツを意識して開発されており、レッドブル主催の“Red Bull 5G”など複数の大会での採用実績があったほか、当時のセガゲームスのeスポーツ推進室長である宮崎浩幸もこの作品の完成度が高さを認めていた。そこへ、「eスポーツとして『ぷよぷよ』を始めるのであれば、ルールを絞った方がよい」という意見が寄せられた。また、『ぷよぷよテトリス』は最初の発売から4年が経過しており、これ以上のアップデートが困難であることから、このタイトルでeスポーツ事業を行うのではなく、新しい作品を開発することに決まった。

### 開発
シリーズ作品のうち、マッチングの仕様との相性などから、『ぷよぷよ通』と『ぷよぷよフィーバー』の2作のルールが、本作のルールとして採用された。『ぷよぷよ通』はユーザーから長年愛されてきた点と、システムとして洗練されている点が、『ぷよぷよフィーバー』は初心者でも大連鎖を狙えるなどといった逆転要素がそれぞれ採用の決め手となった。『ぷよぷよ』シリーズはマルチプラットフォームを強みとしてきたが、開発チームは本作のクロスプレイの対応に苦労した。最終的には、2018年の時点で最も遊ばれているハードウェアであるPlayStation 4とNintendo Switchのみに対応する代わりに、1,999円という利益を度外視した販売価格を設定した。アイテムから金を取るFree-to-playを導入するのではなく、有料での販売を決めたほかの理由には、『ぷよぷよ』シリーズやeSportsが将来にわたって発展し続けられるようにするという目的もあった。加えて、パッケージ販売にするとアップデートによる調整が難しくなってしまうため、販売はダウンロード配信に限定された。
eスポーツでは視聴者の存在が重要であることから、おじゃまぷよ相殺時にスパークが生じるといった派手なエフェクトや、キャラクターのグラフィックの拡大といった、ビジュアル面での強化が行われた。キャラクターの音声は、出演声優の許諾を得た上で、別の作品で収録した音声を二次利用するかたちで用いられた。

#### アクセシビリティ
元々『ぷよぷよ』シリーズでは色覚多様性への対応が課題となっており、2006年発売の『ぷよぷよ! Puyopuyo 15th anniversary』から（形状の違いで見分けがつくよう）ぷよの形状を変更する機能を用意していたほか、2020年発売の『SEGA AGES ぷよぷよ通』ではぷよ毎に色を設定できる機能を追加した。
とはいえ、これらの施策が当事者にどこまで届いているのかわからなかったと、シリーズのアートディレクターを務める三瓶映は「日経クロストレンド」とのインタビューの中で振り返っている。
その後、いきいき茨城ゆめ国体2019にて、本作が国体の文化プログラムであるeスポーツの種目の一つとして採用されたことがきっかけで、障がい者支援の当事者から大会への参加を望む声が多数寄せられたことから、開発チームはより本格的な色覚多様性への対応を決めた。また、ハードウェアの進化により同じ施策をとれるようになったことも決め手の一つとなった。
当事者の目線から改善を提言しているNPO法人カラーユニバーサルデザイン機構（CUDO）が検証した結果、落ちてくるぷよの色の見分けがつかないことや、点滅によって見分けにくくなること、そしてぷよの形状によって見分けやすさに差があることが判明した。
最も解像度が低い機種でも対応できるという点からフィルター方式が採用された者の、開発チームにとっては初めての試みであり、当初は、特殊な眼鏡を用いて見え方を確認することもあったが、最終的にはCUDOの監修のもとで調整が行われた。本作のディレクターを務めた中島玄雅は、自分たちから見ればやりすぎだと思えても、色覚多様性の当事者からは足りないこともあり、彼らの生の声を聴きながら調整できたことは大きかったと「日経クロストレンド」とのインタビューの中で振り返っている。
そして、2020年8月27日のアップデートでは、画面やぷよの色調を調整する「色ちょうせい機能」が追加され、色覚特性に合わせた4種類（3色覚、1型2色覚、2型2色覚、3型2色覚）のフィルターが用意された。
同じアップデートでは、ぷよの落下速度を通常よりも遅くする「スピード調整機能」が導入された。もともとゲーム性を損ねるという理由から実装されなかったものの、大会参加者の応援に来た高齢者から「孫と一緒に遊びたいが、ゲームスピードが速すぎてついていけない」という声がきっかけで実装された。

### 大会運営
eスポーツの仕組み作りのために、開発チームは一般のプレイヤーも参加できる「ぷよぷよカップ」と、賞金制のプロ大会「ぷよぷよチャンピオンシップ」を開いた。
『ぷよぷよフィーバー』のオンライン大会モードで自社サーバーを用いた結果赤字になったことと、本作の開発にあまり資金をつぎ込むことが出来なかったことから、「ぷよぷよチャンピオンシップ」はオフラインでの対戦となった。
細山田は4Gamer.netとのインタビューの中で2019年3月に公式ポイントを用いた大会を開く予定であるとしている。公式ポイントの制度は、権利許諾の問題のハードルを下げ、ユーザーコミュニティ大会を開きやすくするために用意されたものであり、「ぷよぷよカップ」でも得られる他、非公式の大会でもポイントを得られる仕組みとなっている。

## 反響
本作は、任天堂が公開した2018年のダウンロード専売年間ランキングの3位にランクインした。

### アクセシビリティに対する反響
「色ちょうせい機能」導入後、監修に当たったCUDOには当事者から多くの声が寄せられた。
また、2021年2月20日に行われた「色覚多様性に対応したぷよぷよ体験会」の参加者たちも、この機能に対して肯定的な反応を見せており、これまで避けてきた『ぷよぷよ』やeスポーツに対する興味を持ったというコメントが寄せられた。また、この体験会に講師として参加したJeSU公認ぷよぷよプロプレーヤーの飛車ちゅうも「色ちょうせい」機能の追加を肯定的に受け止めており、『ぷよぷよ』だけでなく、テレビゲームやボードゲームといった様々なゲームにおける色覚多様性への対応の標準化に期待を寄せた。
また、「スピード調整」機能も、ゲームの初心者や、様々な理由で身体機能に制約がある者たちなど、高齢者以外からも人気を集め、「最初はぷよの落下速度を一番遅くし、慣れてきたら通常の速度に変更する」という遊び方も生まれた。